# Aci (fiume)
Il fiume Aci, detto anche fiume Jaci, era un fiume della Sicilia orientale sul quale si sviluppò una notevole mitologia. Chiamato dai Greci «Akis», diede il nome a tutta la zona e ai comuni che tuttora ne occupano il territorio (tra cui Acireale). 
È stato identificato da alcuni con il torrente Lavinaio, che passa quasi al confine fra Acireale e Aci Catena con foce a capo Mulini. Nell'antichità, la mitologia greca costruì sul fiume il mito dell'amore tra il pastore Aci e la ninfa Galatea, che, dopo la morte del primo, si trasformarono rispettivamente nel fiume e nella spuma del mare. Tale amore è stato tramandato dai poeti Teocrito, Virgilio e Ovidio.
Del fiume fa menzione il poeta latino Ovidio, che intorno al 25 a.C. fece un lungo viaggio in Sicilia, e che nel IV «Libro dei Fasti», racconta il ratto di Proserpina a Pergusa e il disperato girovagare della madre Cerere alla ricerca della figlia: «… La dea si lascia dietro nella sua corsa Leontini e il fiume Amenano e le rive erbose dell'Aci…».
Il fiume Aci risulta citato anche dal famoso Idrisi, geografo di corte di re Ruggero il normanno, nella sua lunga catalogazione topografica della Sicilia, contenuta ne «Il libro di Ruggiero» nel quale descrive tutti i porti e le località di approdo della costa siciliana dandone anche la misura delle distanze in miglia: «da Catania… ad Ognina tre miglia; allo scoglio dei Ciclopi tre miglia; al fiume d'Aci tre miglia…».
Nonostante non sia possibile stabilire il suo effettivo percorso è quasi certo sia scomparso nel corso della disastrosa eruzione dell'Etna del 1169 che scese fino al mare a nord di Catania.